# Esteban Crespí de Valldaura y Fortuny
Esteban Crespí de Valldaurá y Fortuny (Madrid, 26 de setembre de 1866 - 8 de setembre de 1920) fou un aristòcrata i polític espanyol, diputat a les Corts Espanyoles durant la restauració borbònica.

## Biografia
Era quinzè comte de Castrillo des de 1893, comte d'Orgaz i marquès de la Vega de Boecillo. Membre del Partit Conservador, fou elegit diputat pel districte de Vinaròs a les eleccions generals espanyoles de 1896 i pel d'Astudillo (província de Palència) a les eleccions generals espanyoles de 1899. El 1903 fou nomenat senador per dret propi.